# Theloderma vietnamense
Theloderma vietnamense es una especie de anfibio anuro de la familia Rhacophoridae.

## Distribución geográfica
Esta especie se encuentra en Vietnam y Camboya, hasta 1500 m sobre el nivel del mar. Su presencia es incierta en Laos.

## Descripción
Los machos miden de 28 a 35 mm y las hembras de 29 a 35 mm.

## Etimología
El nombre de la especie está compuesto de vietnam y del sufijo latino -ense que significa "que vive, que habita", y se le dio en referencia al lugar de su descubrimiento, Vietnam.

## Publicación original
- Poyarkov, Orlov, Moiseeva, Pawangkhanant, Ruangsuwan, Vassilieva, Galoyan, Nguyen & Gogoleva, 2015: Sorting out Moss Frogs: mtDNA data on taxonomic diversity and phylogenetic relationships of the Indochinese species of the genus Theloderma (Anura, Rhacophoridae). Russian Journal of Herpetology, vol. 22, n.º 4, p. 241–280.[4]